# Гидроэлеватор
Гидроэлеватор — устройство, предназначенное для забора воды из водоёмов, удаленных от пожарного автомобиля на расстояние до 100 метров и с глубины до 20 метров, а также для сбора и удаления воды, пролитой в помещениях в ходе тушения пожара. С помощью гидроэлеватора можно также подавать воду из небольших источников, слой воды в которых 5—15 см.
Работа гидроэлеватора основана на принципе водоструйного насоса. Гидроэлеватор использует энергию струи воды, которая подводится под напором к насадке. Вода, подаваемая в гидроэлеватор, создаёт при прохождении через его рабочую камеру разрежение, способствующее поступлению воды извне. Таким образом, из гидроэлеватора выходит больше воды, чем в него поступило на входе. Насосы, установленные на пожарных автомобилях, создают разрежение не более 8 м вод. ст. КПД гидроэлеватора обычно не превышает 20-25 %. В подразделениях пожарной охраны используется модель устройства Г-600.